# Jorge Cardoso
Pour les articles homonymes, voir Cardoso.
 (août 2015).
Si vous disposez d'ouvrages ou d'articles de référence ou si vous connaissez des sites web de qualité traitant du thème abordé ici, merci de compléter l'article en donnant les références utiles à sa vérifiabilité et en les liant à la section « Notes et références ».
Jorge Cardoso, né le 26 janvier 1949 à Posadas en Argentine est un guitariste classique, concertiste, compositeur, professeur de guitare au Real Conservatorio Superior de Música de Madrid, ainsi que médecin et chercheur à l'Université Nationale de Córdoba, Argentine. Donnant des concerts en Europe, Amérique, Asie et Afrique, c'est aussi un habitué des rencontres et festivals internationaux, de cours, de congrès et d'émissions de radio et de télévision.

## Biographie
Il a composé plus de 400 œuvres pour guitare seule, pour duos (deux guitares, guitare et violon, guitare et clavecin, guitare et flûte, guitare et violoncelle), pour trios de guitares, pour quatuors (4 guitares et quatuor à cordes), pour quintettes (guitare et cordes, guitare et vents), et 12 concertos pour guitare et orchestre, pour orchestre de guitares, ainsi que de nombreuses chansons. On compte autant de transcriptions, d'arrangements et d’œuvres latino-américaines, de la Renaissance et du Baroque espagnols, entre autres. Ses compositions et arrangements sont joués dans le monde entier ; plus de 200 guitaristes ont enregistré ses œuvres.
Il a fondé l’Orchesta de Cámara de Guitarras de Madrid. Il est président de la GUIA (organisation internationale pour la diffusion de la musique latino américaine). Il a été directeur artistique du Festival Internacional de Misiones, Argentine 1991 et 1992, du Festival international de guitare d'Alsace entre 1991 et 2000, du Festival international de guitare du Maroc organisé par l'Institut Cervantes en 1999, du Festival internacional Lucas B. Areco à Posadas en Argentine depuis 2011, du Festival international de guitare de Lambesc entre 2003 et 2015 et de Guitares du Monde, dans les vallées du Haut Verdon, entre 2003 et 2015
Sa surprenante productivité jointe a ses interprétations pleines de virtuosité et d'émotion a fait que la presse spécialisée le signale unanimement comme une légende vivante de la guitare ∴

## Prix
Premiers prix en Argentine : 
- Primer Festival de la Música Litoraleña (Posadas, 1963)
- VII Festival Nacional del Folklore (Cosquín, 1967)
- V Concurso Nacional de Composición (Salta, 1971)
- II Concours National de Guitare Classique (Morón -Buenos Aires, 1973)

## Enregistrements
1. CLÁSICOS DEL FOLKLORE SUDAMERICANO, P.M. 2040. Espagne, 1977
2. SUITE SUDAMERICANA, Dial Discos S.A. N.D. 5019, Espagne, 1978
3. AUTORES SUDAMERICANOS, Dial Discos S.A. Diapasón 5038, Espagne, 1979
4. LAMENTO CAINGUA - EL CORDOBAZO, Dial Discos  Diapasón 5054. Espagne, 1980
5. JORGE CARDOSO & NIIBORI GUITAR ORCHESTRA, APAC 8009. Tokyo (Japan), 1980 
6. SUITE LITORALEÑA, Dial Discos S.A. Diapasón 5067, Espagne, 1981

7.DIE GRÖßTEN GITARRISTEN UNSERER ZEIT
Les plus grands guitaristes de notre temps
Segovia - Bream - Williams - Yepes - Behrend - Cardoso
Allemagne.  R.C.A.  RL 43454, 1983
8. ORQUESTA DE CÁMARA DE GUITARRAS DE MADRID, SED 5008, Espagne 1984
9. JORGE CARDOSO, Zweitausendeins, Blue Angel BA 29005, Allemagne,1985
10. CONFIDENCIAS, JC 585, France, 1985
11. TAÑIDOS, MSD 4004 Tecnosaga, Espagne, 1988
12. CARDOSO PLAYS CARDOSO, Stereo 9311, 2123 Opus, Tchécoslovaquie, 1988
13. TALKING HANDS, Aliso Records 1021 (Enregistrement en direct),  Allemagne, 1990

14.TAÑIDOS Vol. II (1990)
MSD 4009 Tecnosaga, Espagne
PRIX MINISTÈRE DE LA CULTURE, 1991
15. TAÑIDOS (musique baroque espagnole, CD double) SCD 801/2 Several, Espagne, 1992
16. JORGE CARDOSO (Festiwal Muzyki Gitarowej, Zaiks Biem  S 496, Cracovia, Pologne, 1992
17. FRANCISCO ORTIZ & JORGE CARDOSO, Plectrum PL-MC 003, Espagne, 1994
18. MISIONERITA, Plectrum PL-CD- 004, Espagne, 1994
19. HORIZONTES (avec Liliana Rodríguez, voix), Plectrum PL -CD- 014 Espagne, (1997)
20. AMIGOS (avec Francisco Ortiz ), Plectrum PL-CD023, Espagne, 1998
21. ORIGENES, Plectrum PL-CD 007, Espagne, Grande Bretagne
22. VIENTO SUR (avec Liliana Rodríguez, voix), Plectrum PL -CD- 013, Espagne, 1998
23. HOMENAJE (avec Liliana Rodríguez, voix), Plectrum PL -CD- Espagne, 2000
24. CONCERTO DU VIN - SUITE INDIANA (avec Liliana Rodríguez, Juan Falú et Solistes de Buenos Aires, Altaïs Music AM 0402, France, 2005
25. JORGE CARDOSO DUOS (avec Eric Sobczyk), Altaïs Music AM 05 02, France, 2005
26. REINA DE LA NOCHE (avec Raphaëlla Smits et Liliana Rodríguez) Accent ACC24178, 2007
27. CONCERTO GUARANI - D’HORIZONS ET RÊVES, (avec Liliana Rodríguez et Solistes de Buenos Aires.
28. MANOS LEN LIBERTAD (avec Juan Falú)m Altaïs Music AM 0701, France
29.LA GUITARE DE JORGE CARDOSO, DVD didactique, Espagne, 1998.
30. MUSIQUES DES PAYS LOINTAINES  (avec Sylvie Dagnac) G.A. 0010, France, 2014
31. MISA CRIOLLA (avec le Grupo Toldería), Movieplay C 3413,  Espagne, 1975
32. LOS PUEBLOS AMERICANOS (avec le Grupo Toldería), Movieplay 17.0895/7, 1976.
33. CANTO GENERAL (avec le Grupo Toldería), Movieplay 17.1242/3, Espagne, 1977
34. NO ME LLAMES EXTRANJERO (avec Rafael Amor), Movieplay 17.0894/5, Espagne, 1976
35. PERSONAJES (avec Rafael Amor), Movieplay 17.1286/3, Espagne, 1978
36. CANTO A CHILE (avec le Grupo Iquique), Nevada, NDE 0004, Espagne, 1977
37. INSTANTES Y OLAS (avec Indio Juan), Dial Discos, 549164, Espagne, 1983
38. SOBRE LA RUECA DEL TIEMPO (avec Indio Juan),  DEPS, SPD 10018, Espagne, 1989
39 et 40. FESTIVAL INTERNAT. DE GUITARE D’ALSACE, Loco et. Lev 9110/9111, France, 1993
41. FESTIVAL GUITARRAS DEL MUNDO ’95, EPSA 17058, Argentine, 1996
42. RAPHAËLLA SMITS - JORGE CARDOSO, Accent 2 96121 D, 1996
43. FESTIVAL GUITARRAS DEL MUNDO ’96, EPSA  Argentine, 1997
44. DOMNINIKA BIALOSTOCKA ,Professional Music Press PMPCD 405-505 Pologne,1998
45. LILIANA RODRIGUEZ (Valses, tangos et milongas), Dial Discos Espagne, 2005